# Heribert Beissel
Heribert Beissel (* 27. März 1933 in Wesel; † 11. Juni 2021) war ein deutscher Dirigent, Chorleiter und Hochschullehrer. Er war Chefdirigent der Symphoniker Hamburg sowie Generalmusikdirektor des  Philharmonischen Staatsorchesters Halle und des Brandenburgischen Staatsorchesters Frankfurt.
Außerdem war er Initiator und langjähriger Dirigent des Landesjugendsinfonieorchesters Sachsen-Anhalt.

## Leben
Heribert Beissel wurde 1933 als Sohn des Rektors Ferdinand Beissel und dessen Frau Maria Beissel in Wesel am Niederrhein geboren. Er wuchs im Dorf Rheurdt auf, wo sein Vater strafversetzt tätig war. Nach dem Abitur am katholischen Collegium Augustinianum Gaesdonck studierte er die Hauptfächer Klavier, Dirigieren und Komposition an der Staatlichen Hochschule für Musik Köln. Zu seinen Lehrern gehörten u. a. Günter Wand und Frank Martin. Sein Studium finanzierte er sich u. a. als Kabarett-Pianist, Filmkomponist und Chorleiter.
Im Jahr 1955 wurde er Korrepetitor an der Oper Bonn, wo er später zum 1. Kapellmeister aufstieg. Außerdem war er für den WDR Köln als Liedbegleiter und Kammermusiker tätig. In Bonn gründete er gemeinsam mit dem Geiger Hans-Georg Büchel das Chur Cölnische Kammerorchester Bonn, das er von 1959 bis 1965 leitete, und aus dem 1986 die Klassische Philharmonie Bonn hervorging. Ab 1988 veranstaltete er mit der Philharmonie die Konzertreihe „Wiener Klassik“, die ihren Schwerpunkt auf der gleichnamigen Musikepoche mit ihren Hauptvertretern Mozart, Haydn und Beethoven legte. Ausgehend von Bonn wurden nunmehr elf weitere westdeutsche Städte bespielt. Nachdem er 1967 durch Japan und Frankreich getourt war, gründete er 1968 einen Kammerchor, den Chur Cölnischen Chor Bonn. Mit seinen Ensembles gastierte er im In- und Ausland und gewann mehrere internationale Preise. In Bonn wurde er Mitglied im Rotary Club.
Von 1971 bis 1986 war er Chefdirigent der Symphoniker Hamburg, die ihn dann zum Ehrenmitglied ernannten. 1974 erhielt er eine Professur an der Hochschule für Musik und Theater Hamburg und leitete bis 1983 die Dirigentenausbildung an der Hochschule für Musik Detmold. 1975 wurde er Leiter des Folkwang Kammerorchesters Essen. Gastdirigate führten ihn zu den Duisburger Sinfonikern (1974) und zum NDR Sinfonieorchester (1977) sowie darüber hinaus durch Spanien, Österreich und Deutschland. Wiederholt dirigierte er auch das Tokyo Symphony Orchestra in Japan. Ab 1976 war er regelmäßiger Gastdirigent an der Hamburgischen Staatsoper. Eng arbeitete er dort mit dem Ballettdirektor und Chefchoreograf des Hamburg Ballett, John Neumeier, zusammen. Weitere Auftritte führten ihn zu mehreren Musikfestivals wie dem Schleswig-Holstein Musik Festival, dem Istanbul International Music Festival, den Bregenzer Festspielen, dem Festival van Vlaanderen, den Bachwochen Ansbach, den Berliner Festwochen und dem Beethovenfest in Bonn. Beissel war Leiter der Eutiner Opernfestspiele.
Nach der politischen Wende in der DDR verlagerte er seinen künstlerischen Schwerpunkt in die Neuen Bundesländer. Im Zuge eines Gastdirigats im Frühjahr 1990 wurde er zum Nachfolger Olaf Kochs als Chefdirigent der Halleschen Philharmonie gewählt, als solcher er von Juli 1990 bis Juni 1999 amtierte. 1991 wurde der Klangkörper in Philharmonisches Staatsorchester Halle umbenannt, gleichzeitig erfolgte Beissels Ernennung zum Generalmusikdirektor des Landes Sachsen-Anhalt. Gemeinsam mit dem Hallenser Oberbürgermeister Klaus Peter Rauen, den er aus Bonn kannte, initiierte er den ersten Konzertsaal-Neubau in den Neuen Ländern. Im Oktober 1998 weihte er mit dem Staatsorchester den Großen Saal der Georg-Friedrich-Händel-Halle mit Beethovens Die Weihe des Hauses und Mahlers 2. Sinfonie ein. Bereits 1992 regte er gemeinsam mit dem Landesmusikrat Sachsen-Anhalt die Gründung des Landesjugendorchesters Sachsen-Anhalt an, dessen künstlerischer Leiter er bis 2019 war. Von 2001 bis 2006 war er Generalmusikdirektor des Brandenburgischen Staatsorchesters Frankfurt (Oder).
In den 1990er Jahren gastierte er mit Wagner-Opern u. a. in Australien und Südamerika.
Beissel pflegte vor allem das klassische und romantische Repertoire. Er legte mehrere Rundfunk- und CD-Aufnahmen vor. So spielte er etwa Wagners C-Dur-Sinfonie, Ballettmusik von Rubinsteins Oper Der Dämon und diverse Klavierkonzerte (Chopin, Hummel u. a.) ein.

## Familie
Beissel, römisch-katholisch, lebte im rheinischen Remagen. Er war mit der österreichischen Psychotherapeutin Ingrid Beissel verheiratet und Vater von zwei Kindern. Seine jüngere Tochter ist die Schauspielerin Katharina Gerhardt.

## Auszeichnungen
- 1962: 1. Preis beim Dirigenten-Wettbewerb des Deutschen Musikrats in Verbindung mit dem NDR in Hannover[6]
- 1982: Johannes-Brahms-Medaille der Stadt Hamburg[4] – gemeinsam mit den Hamburger Symphonikern[11]
- 1998: Bundesverdienstkreuz am Bande[17]
- 1999: Ehrenbecher der Stadt Halle (Saale)[18]
- 2004: Kultursenator des Landes Sachsen-Anhalt[19]
- 2006: Ehrendirigent des Brandenburgischen Staatsorchesters Frankfurt[20]
- 2012: Verdienstorden des Landes Sachsen-Anhalt[21]
- 2019: Ehrendirigent des Jugendsinfonieorchesters Sachsen-Anhalt

## Filmografie
- Die Kameliendame (1986/87)
- Globi und der Schattenräuber (2001–2003)